# Ворренпойнт Таун
ФК «Ворренпойнт Таун» (англ. Warrenpoint Town Football Club) — північноірландський футбольний клуб з міста Ворренпойнт, заснований у 1987 році. Виступає у Прем'єршипі. Домашні матчі приймає на стадіоні «Міллтаун», потужністю 1 450 глядачів.